# Монастырь бернардинцев (Дубровно)
Бернардинский монастырь в Дубровно — бывший монастырь в Дубровно.

## История

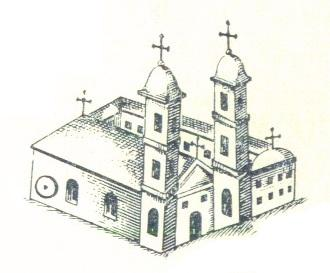
Костел и монастырь бернардинцев

Деревянные костел и монастырь в Дубровно, построен в 1630 году в стиле барокко. Костёл представляет собой прямоугольное здание с двускатной крышей. Главный фасад фланкировали две трехъярусные четырехъярусные башни с куполообразными окончаниями и треугольным фронтоном между ними. К боковому фасаду церкви прилегал П-образный в плане двухэтажное здание монастыря (вместе с костёлом оно образовывало замкнутый двор). Комплекс не сохранился.

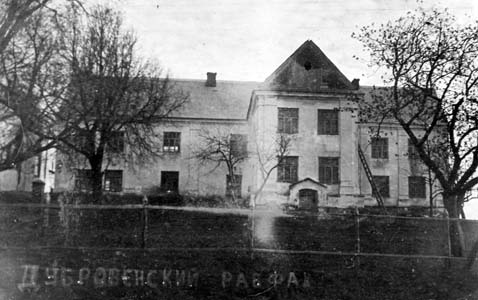
Костёл и монастырь бернардинцев в 1920 г.

В 1809 г. на их месте построен монастырь с костёлом (не сохранился) бернардинцев.
В 1809 году на средства Франтишека Ксаверия Любомирского построили новые каменные монастырские здания. По подавлении восстания (1830-1831) российские власти насильно ликвидировали монастырь, костел продолжал действовать как приходской.
К 1930 году советские власти закрыли костел. Монастырские здания занимали административно-общественные учреждения.
Сейчас в здании монастыря расположены административные учреждения. Занесен в Государственный список историко-культурных ценностей Республики Беларусь как объект историко-культурного наследия регионального значения.

## Архитектура
Монастырь — двухэтажное каменное сооружение с взаимно перпендикулярными объемами, накрытый двускатной крышей. Торцы крыш завершаются треугольными фронтонами с круглыми окнами в центре. Планировка галереи -коридорная, в месте соединения объемов витые лестницы. Фасады расчлененные тонкими пилястрами, карнизами, поясками. В архитектуре монастыря обнаружились отдельные черты стиля барокко.

## Галерея

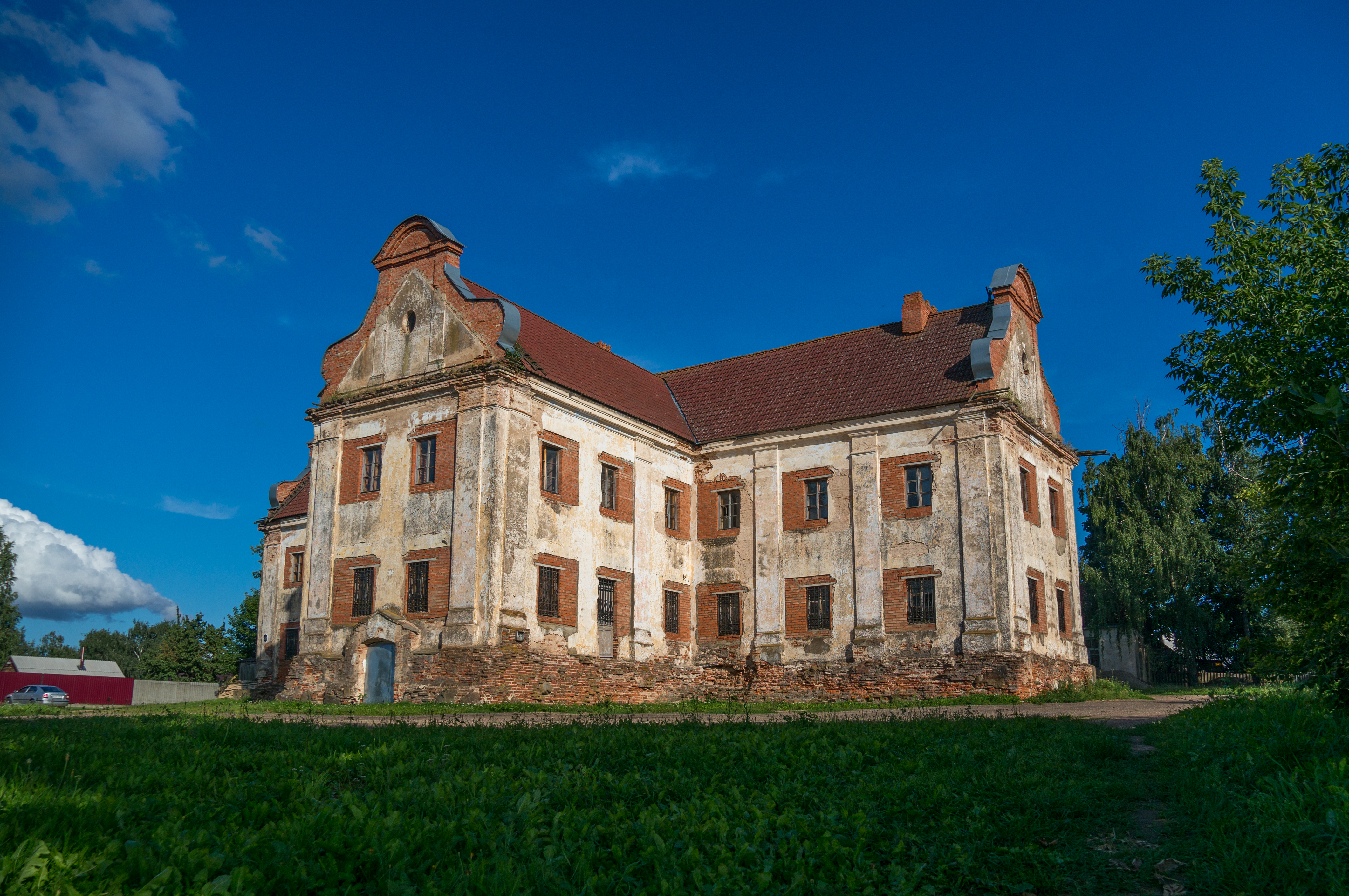
Дубровненский монастырь бернардинцев (август 2021 г.)
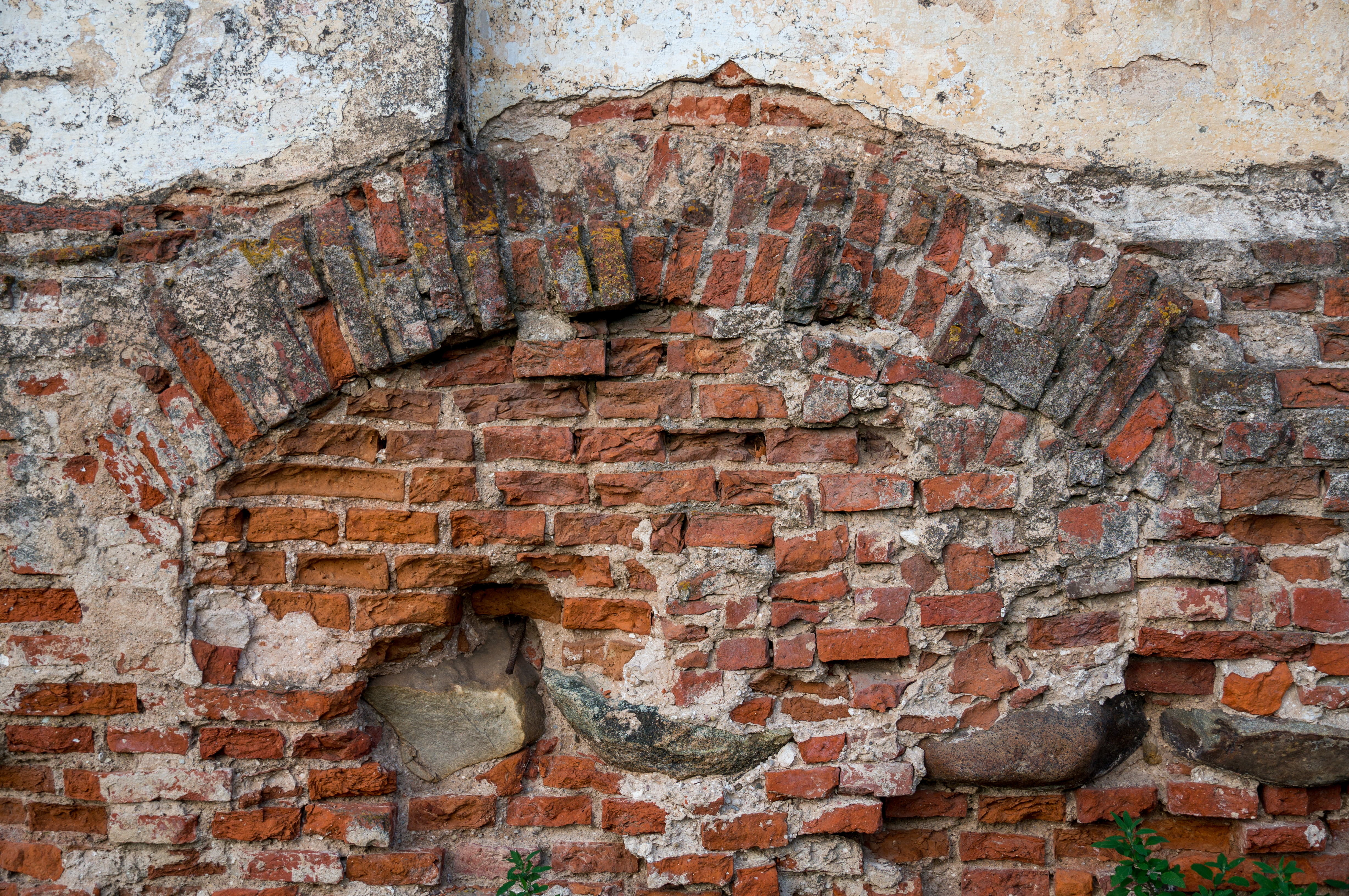
Дубровненский монастырь бернардинцев (2021 г.)
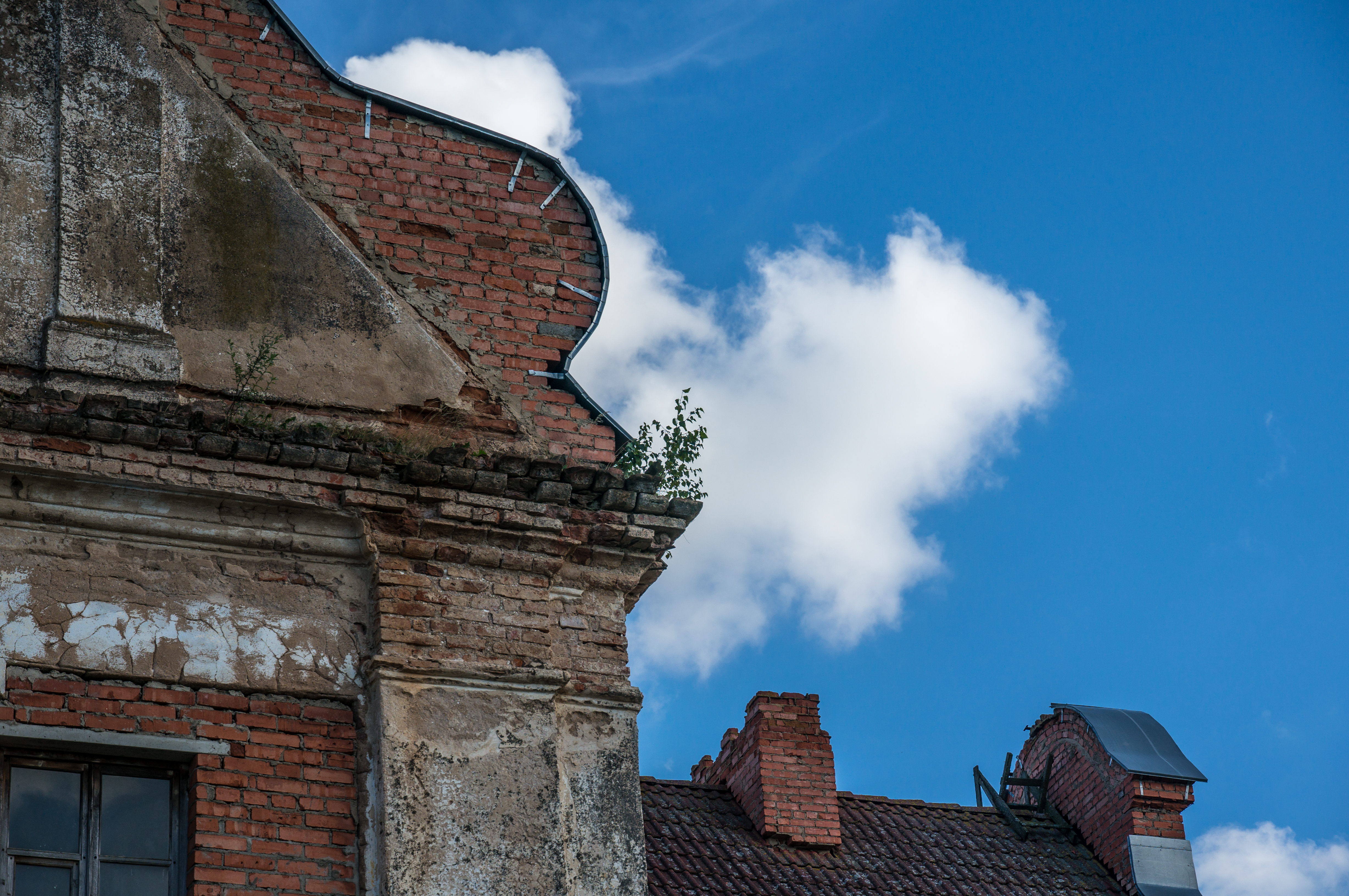
Дубровненский монастырь бернардинцев (2021 г.)
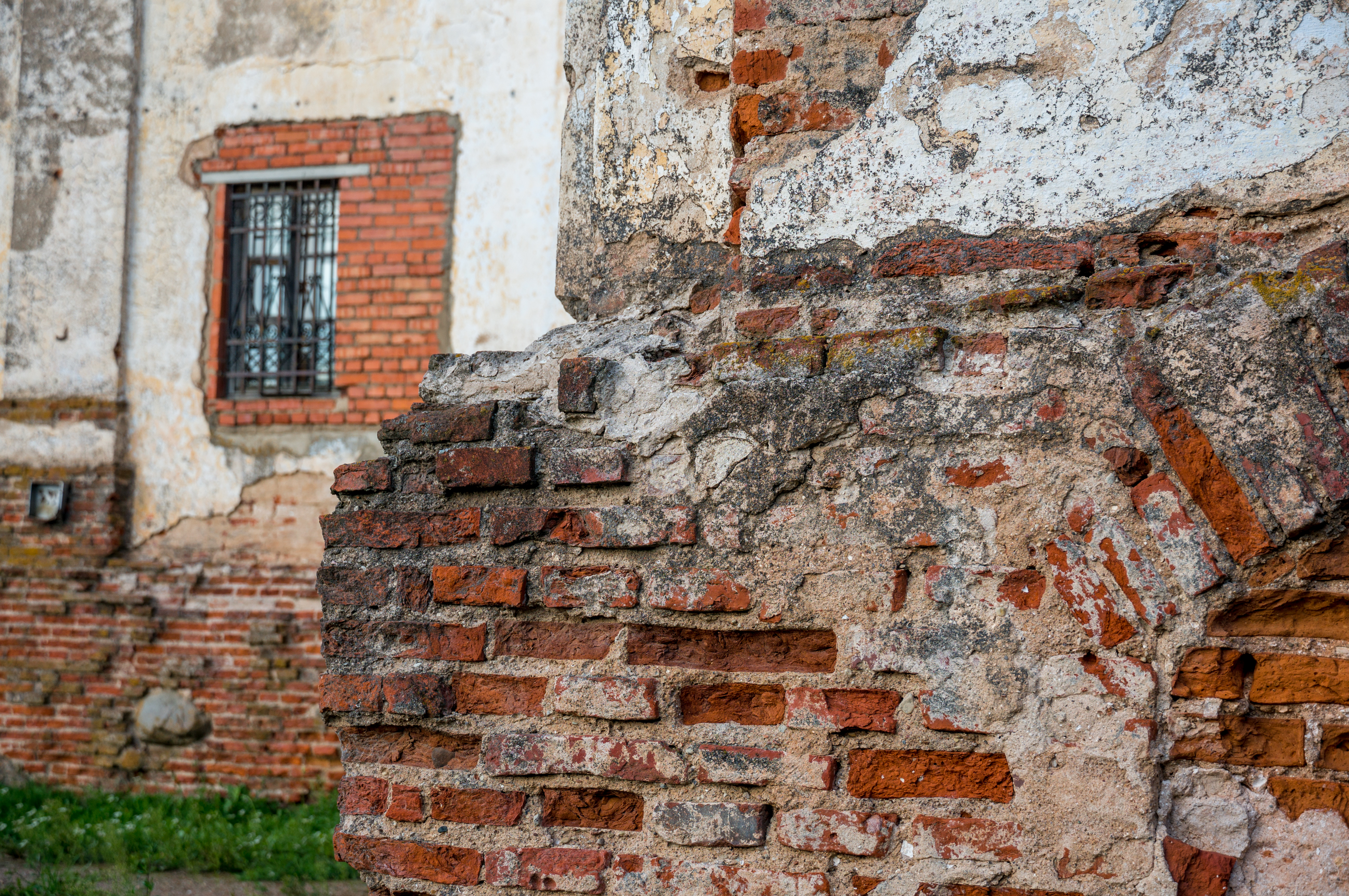
Дубровненский монастырь бернардинцев (2021 г.)
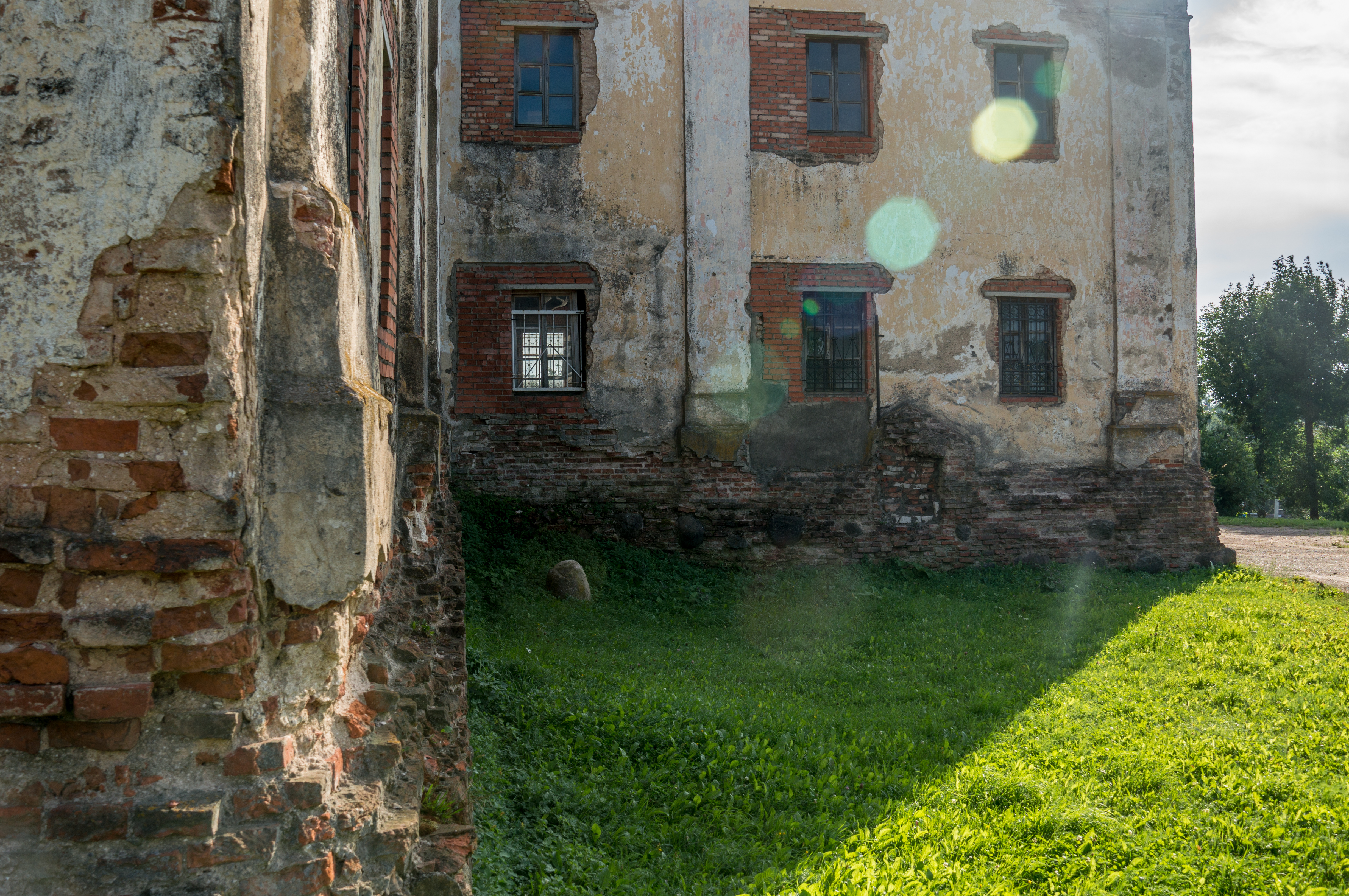
Дубровненский монастырь бернардинцев
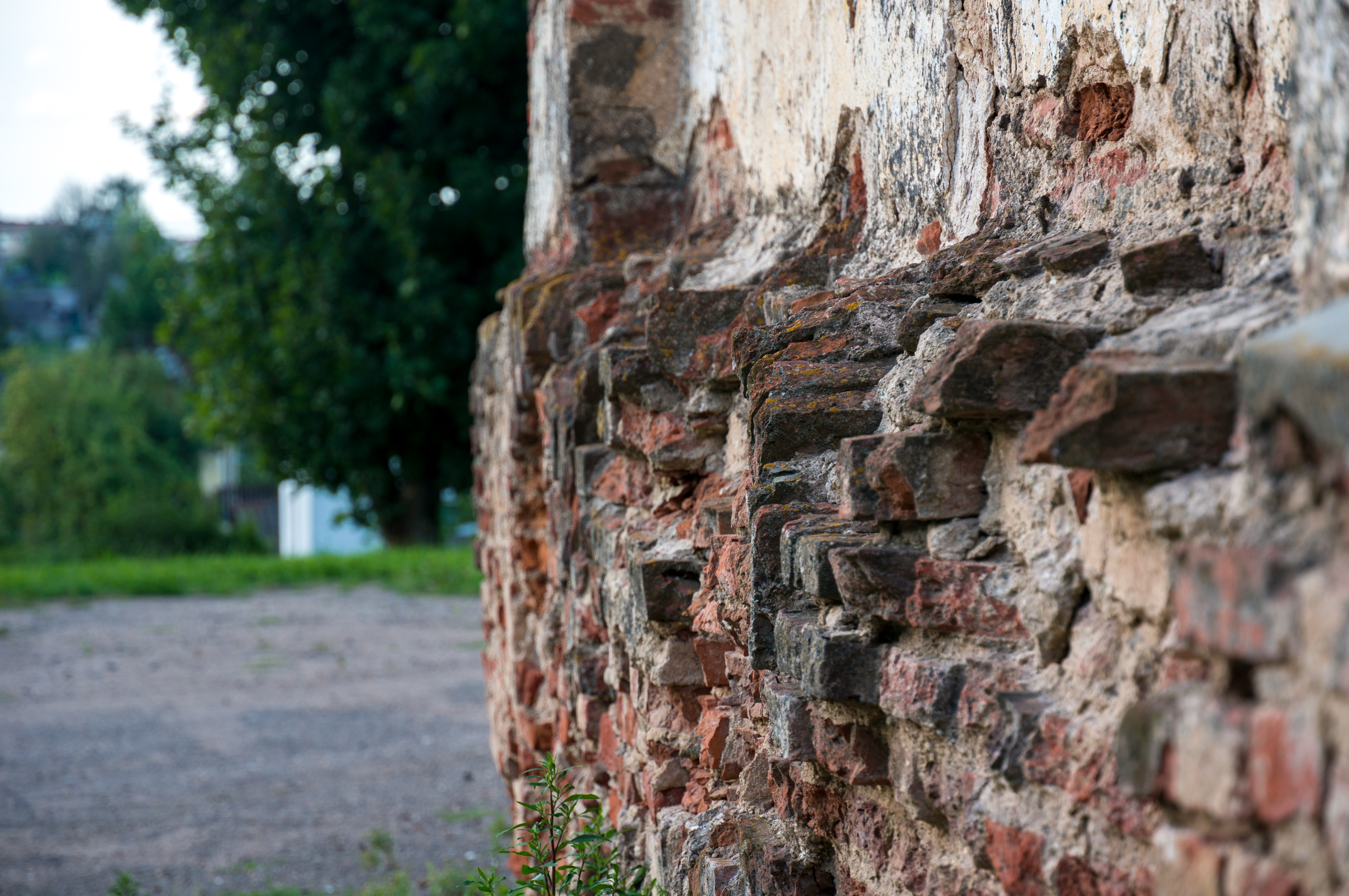
Дубровненский монастырь бернардинцев (старые стены)